# قطعنامه ۱۵۴۴ شورای امنیت
قطعنامه ۱۵۴۴ شورای امنیت سازمان ملل متحد که در تاریخ ۱۹ مه ۲۰۰۴ تصویب شد، سندی بین‌المللی دربارهٔ بررسی وضعیت خاورمیانه، از جمله مسئله فلسطین است. این قطعنامه طی نشست ۴۹۷۲ام با ۱۴ رای موافق، ۰ مخالف و ۱ ممتنع تصویب شد.